# ثكنة محمد زغيب
ثكنة محمد زغيب أو قاعدة محمد زغيب العسكرية هي قاعدة عسكرية تابعة للجيش اللبناني، سميت بهذا الاسم نسبة إلى الملازم الأول محمد زغيب الذي قُتل في معركة مالكيا خلال حرب 1948. الثكنة هي مقر القيادة الإقليمية الجنوبية للجيش في صيدا، على بعد 43 كم من بيروت.

## تاريخ
تأسست القاعدة العسكرية في عام 1956، من قبل الجيش اللبناني، من أجل السيطرة على قواتها الموزعة في جنوب لبنان. منذ عام 1948، تمركزت القوات البرية مثل الفوج الثاني للمدفعية واللواء السادس والفوج المدرع في ثكناتها حتى منتصف السبعينيات. في عام 1982، دمرت الغارات الجوية الإسرائيلية العديد من المباني في القاعدة، ولكن تم إعادة بناء العديد من المنشآت المتضررة.

## المهام
مهام القاعدة العسكرية تشمل:
- توريد المواد الغذائية وغيرها من الضروريات للقوى الأمنية المنتشرة في منطقة الجنوب.
- توريد الوقود ومواد التشحيم الأخرى للمركبات والدبابات المسلحة.
- القيام بأعمال الصيانة للمركبات والمعدات العسكرية.

## الهيكل التنظيمي
ينتشر أفراد قيادة المنطقة في عدة مواقع في محافظتي النبطية والجنوب، بما في ذلك القواعد العسكرية في صيدا وصور، والمستشفى الحكومي، ومستشفى تبنين وقاعدة مرجعيون العسكرية. بالإضافة إلى ذلك، تشمل القوات البرية المتمركزة في الجنوب الألوية الثانية والثالثة والتاسعة، إلى جانب القوات الداخلية المتمركزة هناك. يتمركز في القاعدة العديد من العناصر الإقليمية، بما في ذلك المعدات والاستخبارات والتجنيد، بالإضافة إلى الفروع الثانوية الأخرى. تحتضن القاعدة أيضًا مركز القيادة الإقليمية الجنوبية، الذي تأسس عام 1970 والذي تضم حاليًا قوة قيادة وخدمة وقوة دفاع وحراسة وقوة إمداد ونقل. في الآونة الأخيرة، تم إنشاء مرفق التجنيد من أجل احتواء المجندين الجدد في المنطقة الجنوبية، جنبا إلى جنب مع مركز مماثل للفرع الموجود في بدارو، بيروت.

## الشعار
يتكون شعار القيادة الإقليمية الجنوبية من نسر على قمة قلعة صيدا، وتحيط به ورقتان من الغار للدلالة منطقة جنوب لبنان.

## آنظر أيضا
- مدرسة التزلج والقتال في الجبال.
- أرز الرب.
- ثكنة يوسف رحمة.